# Gareth Clayton
Sir Gareth Thomas Butler Clayton, KCB, DFC&Bar (* 13. November 1914; † 5. Februar 1992) war ein britischer Luftwaffenoffizier der Royal Air Force, der zuletzt von 1970 bis 1972 im Range eines Generalleutnants (Air Marshal) Luftwaffensekretär (Air Secretary) im Luftfahrtministerium war.

## Leben

### Pilotenausbildung und Zweiter Weltkrieg

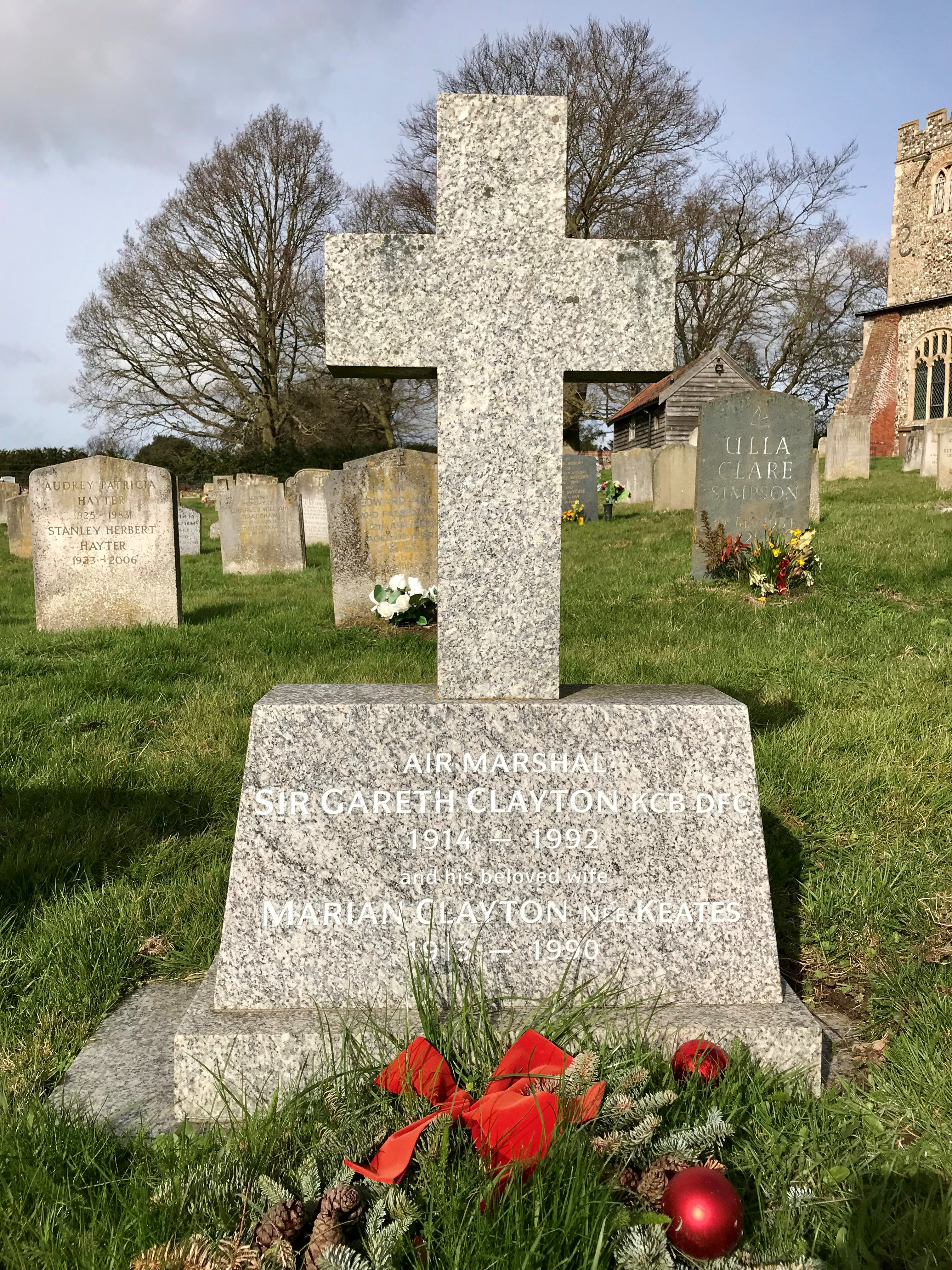
Grabstätte von Air Marshal Sir Gareth Clayton auf dem Friedhof von St. Mary in Polstead.

Gareth Thomas Butler Clayton, Sohn von Thomas Clayton und Katherine Clayton, trat nach dem Besuch der Rossall School am 6. Januar 1936 als Zeitsoldat Short Service Commission in die Royal Air Force ein und wurde nach einer Fliegerausbildung am 11. Oktober 1936 Pilot im No. 83 Squadron RAF. Er wechselte jedoch bereits eine Woche später am 19. Oktober 1936 als Pilot zum No. 107 Squadron RAF und besuchte in der Folgezeit einen Flugnavigationslehrgang an der School of Air Navigation und wurde am 6. Januar 1937 zum Leutnant (Pilot Officer) befördert. Er war daraufhin Navigationsoffizier der auf dem Militärflugplatz RAF Harwell stationierten No. 107 Squadron RAF und erhielt dort am 6. Juli 1938 seine Beförderung zum Oberleutnant (Flying Officer). Zu Beginn des Zweiten Weltkrieges war er im April 1940 Anführer einer Unterformation, die Bombenangriffe auf den von der deutschen Wehrmacht besetzten Flugplatz Stavanger durchführte. Er führte seinen Angriff in geringer Höhe angesichts des schweren Flugabwehrfeuers und der Angriffe feindlicher Jagdflugzeuge durch und schaffte es, seine Bomben auf eine Reihe deutscher Flugzeuge zu werfen. Auf dem Rückflug wurde er fünfundsechzig Minuten lang von einem Messerschmitt-Jäger angegriffen. Es gelang ihm, sein Flugzeug sicher zu seiner Basis zu bringen. Für diese Verdienste wurde ihm am 7. Mai 1940 das Distinguished Flying Cross (DFC) verliehen.
Im Anschluss wurde Clayton im Juni 1940 Chef-Ausbilder (Chief Ground Instructor) der 17. Operativen Trainingseinheit OTU (No. 17 Operational Training Unit) auf dem Militärflughafen RAF Upwood und erhielt dort am 6. Juli 1940 seine Beförderung zum Hauptmann (Flight Lieutenant). Im weiteren Kriegsverlauf wurde er am 31. Januar 1941 Fliegerischer Kommandeur der No. 25 Squadron RAF und am 6. Januar 1942 zunächst in die Reserve RAFO (Reserve of Air Force Officers) versetzt, ehe er am 11. November 1942 in den aktiven Militärdienst zurückberufen und zur No. 30 Operational Training Unit auf dem Luftwaffenstützpunkt RAF Hixon abgeordnet wurde. Für seine Verdienste wurde er am 1. Januar 1943 im Kriegsbericht erwähnt (Mentioned in dispatches). Am 10. Mai 1943 wurde er zunächst zur No. 1656 Heavy Conversion Unit – einer Schulungseinheit für Besatzungen schwerer Bomber – auf der Luftwaffenbasis RAF Lindholme verlegt und danach am 14. Juni 1943 kurzzeitig Fliegerischer Kommandeur der No. 100 Squadron RAF. Bereits im Juli 1943 wechselte er als Kommandeur der Flugzeugbesatzungsgruppe zum Standort RAF Hemswell und danach im November 1943 als Kommandeur (Officer Commanding) der No. 576 Squadron RAF. Danach wurde er am 23. Juni 1944 für kurze Zeit stellvertretender Kommandeur des Luftwaffenstützpunktes RAF Faldingworth und im Anschluss am 21. Juli 1944 zum Stab im Hauptquartier der No. 1 Group RAF. 
Im weiteren Verlauf des Zweiten Weltkrieges besuchte Gareth Clayton 1944 das RAF Staff College, Bulstrode Park und erhielt am 13. Oktober 1944 eine Spange (Bar) zu seinem Distinguished Flying Cross. Im Februar 1945 wurde er Stabsoffizier im Planungsstab für zukünftige Operationen im Kabinettsamt (Cabinet Office) und später 1945 noch Mitglied des Führungsstabes der Stabsschule der Luftwaffe der Republik China.

### Nachkriegszeit und Aufstieg zumAir Marshal
Am 26. März 1946 wurde Clayton als Berufssoldat (Permanent Commission) in die Royal Air Force übernommen und zum Major (Squadron Leader) befördert, wobei diese Beförderung am 25. Februar 1947 auf den 1. Juni 1944 zurückdatiert wurde. In der Folgezeit war er zwischen März 1946 und November 1948 Luftwaffenattaché an der Botschaft in Portugal und erhielt dort am 1. Juli 1947 auch seine Beförderung zum Oberstleutnant (Wing Commander). Nach seiner Rückkehr wurde er im November 1948 Fliegerischer Kommandeur des Militärflughafens RAF Upwood. Danach wurde er am 5. April 1951 zum Planungsstab im Hauptquartier der Bomberflotte (RAF Bomber Command) versetzt und nach seiner Beförderung am 1. Januar 1954 zum Oberst (Group Captain) am 14. April 1954 Kommandant des Luftwaffenstützpunktes RAF Cottesmore. Danach übernahm er im Oktober 1955 den Posten als Kommandant der Luftwaffenbasis RAF Honington und wurde 1956 zum Stab des Obersten Hauptquartiers der Alliierten Streitkräfte in Europa SHAPE (Supreme Headquarters Allied Powers Europe) versetzt.
Nachdem Gareth Clayton 1959 das Imperial Defence College (IDC) in London besucht hatte, wurde er am 1. Juli 1959 zum Brigadegeneral (Air Commodore) befördert und am 20. Dezember 1959 Leiter der Operationsabteilung für Lufttransport und überseeische Stützpunkte. Am 1. Januar 1962 wurde er Companion des Order of the Bath (CB) und zugleich zum Generalmajor (Air Vice Marshal) befördert. Daraufhin wurde er am 13. Januar 1962 Kommandeur AOC (Air Officer Commanding) der auf dem Stützpunkt RAF High Wycombe stationierten No. 11 Group RAF. Danach übernahm er am 15. Juni 1963 den Posten als Chef des Stabes der Zweiten Taktischen Luftflotte (RAF Second Tactical Air Force) sowie am 19. März 1966 als Generaldirektor der Abteilung Personal im Hauptquartier der Royal Air Force. Danach wurde er am 15. März 1969 Chef des Stabes des Luftangriffskommandos (RAF Strike Command) und erhielt in dieser Verwendung am 1. Juli 1969 auch seine Beförderung zum Generalleutnant (Air Marshal). Am 1. Januar 1970 wurde er zum Knight Commander des Order of the Bath (KCB) geschlagen und führte seither den Namenszusatz „Sir“.
Zuletzt wurde Air Marshal Sir Gareth Clayton am 27. März 1970 Nachfolger von Air Marshal Sir Brian Burnett als Luftfahrtsekretär (Air Secretary) und damit als Verantwortlicher für die Laufbahnplanung, Beförderungen und Ernennungen von Offizieren der RAF im Luftfahrtministerium (Air Ministry). Auf diesem Posten verblieb er bis zu seiner Ablösung durch Air Marshal John Barraclough am 31. März 1972. Am 10. Juni 1972 schied er schließlich aus dem aktiven militärischen Dienst aus. Er war seit 1938 mit Elisabeth Marian Keates verheiratet.

## Veröffentlichung
- And Then There Was One!, 1992